# روژه دو باربارن
روژه دو باربارن (فرانسوی: Roger de Barbarin‎؛ ۲ ژوئن ۱۸۶۰ – ۴ مارس ۱۹۲۵) تیرانداز اهل فرانسه بود.